# Persecution Mania
Persecution Mania je druhé studiové album německé thrashmetalové skupiny Sodom vydané 1. prosince 1987 u Steamhammer/SPV.  Žánrově se jedná spíše o thrash/death metal. Album je podobné tvorbě dalších německých kapel, jako Destruction a Kreator.

## Seznam skladeb
1. "Nuclear Winter" – 5:26
2. "Electrocution" – 3:26
3. "Iron Fist" – 2:45 (coververze Motörhead)
4. "Persecution Mania" – 3:40
5. "Enchanted Land" – 4:01
6. "Procession to Golgotha" – 2:33
7. "Christ Passion" – 6:13
8. "Conjuration" – 3:44
9. "Bombenhagel" – 5:11

Bonusové skladby v evropském vydání
1. "Outbreak of Evil" – 4:33
2. "Sodomy And Lust" – 5:14
3. "The Conqueror" – 3:29
4. "My Atonement" – 6:05